# Арескин, Роберт Карлович
Роберт Карлович Арескин (Эрскин) (прижизненное написание фамилии Areskine, англ. Robert Erskine; 8 (18) сентября 1677 — 30 ноября (11 декабря) 1718) — лейб-медик Петра Великого, доктор медицины и философии, первый архиятр и президент медицинского факультета в Российской империи; также известен под фамилией Эрскин, которая, согласно английскому произношению, точнее, но сам Арескин не держался этого правила и в официальных документах подписывался Арескин.

## Биография
Роберт Эрскин родился в 1677 году в городе Элва в округе Клакманнаншир в Шотландии. В доме своего отца, принадлежавшего к древней и знатной шотландской фамилии, Арескин получил образцовое по тому времени воспитание и, помимо родного, свободно изъяснялся на многих европейских языках.
Учился в Эдинбурге, Париже, затем, окончив курс наук в Голландии в Утрехтском университете в 1700 году со степенью доктора медицины и философии, посвятил себя врачебным наукам, доставившим ему в короткое время громкую славу весьма искусного врача. 30 ноября 1703 года он был избран членом Лондонского королевского общества.
В 1704 году Роберт Арескин в числе прочих известных английских врачей получил приглашение в Российскую империю; он согласился и, прибыв в начале 1706 года, поступил сперва домашним врачом к князю А. Д. Меншикову, но вскоре, по рекомендации последнего, Пётр I назначил его на должность президента Аптекарского приказа. Разностороннее образование и душевные качества, какими он отличался, вскоре обратили на Арескина внимание царя. Петр І высоко ценил в нём неподкупно честного учёного и искренно преданного ему сотрудника, и своё неизменное расположение показывал Арескину вплоть до смерти последнего.
Арескин собрал первый гербарий в окрестностях Москвы, который состоял преимущественно из лекарственных растений. Гербарий Арескина, хранившийся в библиотеке Ботанического музея Академии наук, назывался «Catalogue planarum circa Moscuam crescentium» Anno 1709. R. Areskine и включал 100 листов, на каждом листе было наклеено по 2—3 растения.
В 1713 году, когда умер доктор И. Донель, царь назначил на открывшуюся вакансию лейб-медика своего любимца Арескина, несмотря на то, что на эту должность Г. В. Лейбниц настоятельно рекомендовал ему двух цюрихских врачей, братьев Шёйхцеров.
В 1716 году Арескин в чине действительного статского советника был утверждён в должности архиятра — должность, впервые официально замещённая, так как до того сам Арескин, следуя примеру своих предшественников, подписывался архиятром, не имея на то высочайшего разрешения. В новой своей должности он развил огромную деятельность, последствием которой явилось коренное преобразование врачебного дела в России. В короткое время его управления значительно усовершенствовались устройство аптек, внутреннее состояние учебно-медицинских заведений и введён строгий отбор иностранных медиков, приезжавших в Россию искать службы и счастья. Время деятельности Арескина в России, по мнению ряда историков, стало первым периодом преобразований и улучшений в истории русской медицины.
Из писем иностранных учёных, хранящихся в архиве Санкт-Петербургской академии наук и начинающихся со времён, предшествовавших учреждению академии, с 1715 года, видно, что Арескин заведовал также кунсткамерой и Императорской библиотекой (ныне Библиотека Российской академии наук). Арескин содействовал основанию в Петербурге Аптекарского огорода — родоначальника прославленного Ботанического сада.
«… велите Доктору Шуберту искать в Нашем Государстве (а особливо в таких местах, где есть железные руды) ключевых вод, которыми можно пользоваться от болезней…, о чём пространно писал к тому Доктору от себя Наш Доктор Арескин»
Сначала Арескин должен был вступить в переписку с европейскими учёными вследствие приобретения царём разных коллекций для названных учреждений. Затем, в звании лейб-медика, он в 1717 году сопровождал Петра І в путешествии его по Германии, Голландии и Франции. Посещение Парижа дало царю возможность лично узнать многих французских учёных, и на Арескина была возложена обязанность поддерживать контакты с ними. Арескин воспользовался своим пребыванием в столице Франции, чтобы ознакомиться с успехами хирургии под руководством профессора Ж. Г. Дювернея.
Осыпанный милостями русского царя, Арескин не мог не сделаться предметом зависти для разных проходимцев из иностранцев. Воспользовавшись тем, что он происхождением из Шотландии, которая была враждебно настроена против английского короля Георга I, они впутали Арескина в совершенно чуждую ему политическую интригу, будто он находился в тайных сношениях со шведским послом в Лондоне Карлом Юлленборгом и как враг царствовавшего в Англии Брауншвейгского дома старался склонить русского императора в пользу Стюартов. Однако завистникам Арескина не удалось уронить его в глазах Петра, который хорошо знал людей, чтобы поверить хитросплетённым выдумкам. Он заставил своего лейб-медика написать своему королю оправдательное письмо и, кроме того, через русского резидента Ф. П. Веселовского послал оправдательный меморандум. В этой дипломатической ноте царь писал о своём лейб-медике:
Арескин же 13 лет находится в службе и всегда вёл себя так, что нельзя поверить, чтобы он до такой степени забылся и вступил в непристойную переписку без всякого указа. Притом, он только лечит и ни к каким советам и государственным делам не употребляется.

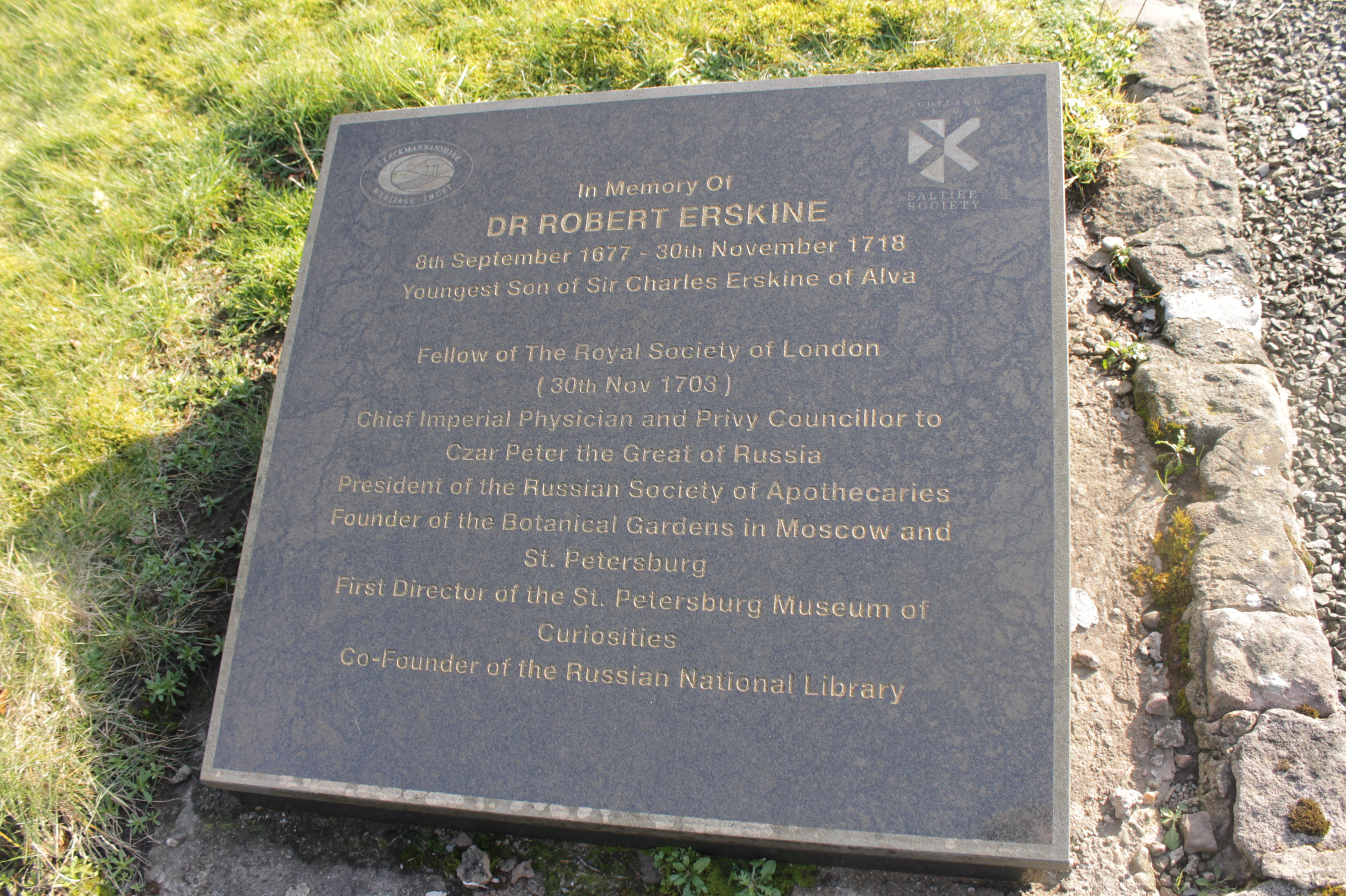
Мемориальная плита в Элва

Таким образом, это обвинение было опровергнуто как голословное и недоказанное.
Как врач Арескин не был специалистом в той или иной области медицинской науки, но свободное время предпочтительно посвящал бальнеологии. Изучая минеральные источники в окрестностях Санкт-Петербурга, он открыл и исследовал Полюстровские воды (на Охте) и горячо рекомендовал их тем из своих больных, которые страдали расстройством нервов. Многосложные служебные занятия поглощали не только всё его время, но и здоровье, чем и объясняется причина, почему Арескин не оставил после себя теоретических трудов.
В 1718 году он вынужден был, по расстроенному здоровью, отправиться в Олонецкий уезд на Марциальные воды, где и скончался 30 ноября (11 декабря) 1718.
Предчувствуя близость кончины, он 29 ноября пригласил к себе олонецкого коменданта и в его присутствии составил своё духовное завещание. Последнее вместе с латинскою грамотой о возведении Арескина в звание архиятра, подписанной Петром 30 апреля 1716 года в Данциге, сохранились до настоящего времени. Духовное завещание весьма ценно в том отношении, что оно показывает, как близко стоял этот врач к царю и супруге его Екатерине I. Богатая библиотека его, состоявшая из 4200 томов, и огромные коллекции минералов и раковин ещё при жизни Арескина куплены были, по высочайшему повелению, для академии наук. Узнав о кончине своего любимца, Пётр I приказал перевезти тело его в Петербург и почтил память Арескина торжественным похоронным обрядом. За гробом до самого места погребения шёл сам государь со знатнейшими сановниками, держа в руке зажжённую восковую свечу, а по всему пути шеренгами стояли войска. Тело Арескина предано земле 4 (15) января 1719 года; он похоронен, по воле Петра Великого, пожелавшего воздать величайшие почести памяти любимого человека, — рядом с могилою царевны Натальи в склепе Лазаревской усыпальницы Александро-Невской лавры (захоронение не сохранилось). Сопровождавшие гроб лица получили на память золотые кольца, на которых были вырезаны имя и день смерти Арескина.